# Center-Dolina Loare
Center-Dolina Loare (francosko Centre-Val de Loire) ali Center (région Centre, [ʁeʒjɔ̃ sɑ̃tʁ]), kot je bila znana do leta 2015, je ena od osemnajstih upravnih regij Francije. Razteza se v srednji dolini Loare v notranjosti države, z 2.572.853 prebivalci od leta 2018. Njena prefektura je Orléans, največje mesto pa Tours.

## Poimenovanje in etimologija
Tako kot mnoge sodobne francoske regije je bila regija Center-Dolina Loare ustvarjena iz delov zgodovinskih provinc: Touraine, Orléanais in Berry. Prvič, ime Centre je vlada izbrala izključno na podlagi geografije, glede na njegovo lokacijo v severozahodni osrednji Franciji (osrednjem delu izvornega francoskega jezikovnega območja).
Vendar Centre ni v geografskem središču Francije (razen departmaja Cher); ime je bilo kritizirano kot preveč dolgočasno in neopisljivo. Predlagana imena za regijo so vključevala Val de Loire po dolini Loare (glavna značilnost regije) ali Cœur de Loire (srce Loare). 17. januarja 2015 je bilo v okviru reorganizacije francoskih regij uradno ime regije spremenjeno v Center-Val de Loire. Dolina Loare je povezana s pozitivnimi podobami doline Loare, kot so dvorci, nežen in prefinjen način življenja, vino, pa tudi blago in zmerno podnebje, kar vse privablja številne turiste v regijo. Izdelan je bil tudi nov logotip.

## Geografija
Meji na šest drugih regij; Center-Val-de-Loire meji najbolj od vseh osemnajstih regij v Franciji. Mejne regije so Normandija na severozahodu, Île-de-France na severovzhodu, Burgundija - Franche-Comté na vzhodu, Auvergne - Rona - Alpe na jugovzhodu, Nova Akvitanija na jugozahodu in Pays de la Loire na zahodu.

### Departmaji
Regija Center-Dolina Loare obsega šest departmajev: Cher, Eure-et-Loir, Indre, Indre-et-Loire, Loir-et-Cher in Loiret.

### Največja mesta
- Tours s 136.463 prebivalci (2018)
- Orléans s 116.238 prebivalci (2018)
- Bourges s 64.668 prebivalci (2018)
- Blois s 45.871 prebivalci (2018)
- Châteauroux s 43.442 prebivalci (2018)
- Chartres z 38.426 prebivalci (2018)
- Joué-lès-Tours z 38.250 prebivalci (2018), Tours Métropole Val de Loire
- Dreux s 30.664 prebivalci (2018)
- Vierzon s 25.725 prebivalci (2018)
- Olivet z 22.168 prebivalci (2018), Orléans Métropole

## Gospodarstvo
Bruto domači proizvod (BDP) regije je leta 2018 znašal 72,4 milijarde evrov, kar je predstavljalo 3,1 % francoske gospodarske proizvodnje. BDP na prebivalca, prilagojen kupni moči, je v istem letu znašal 25.200 evrov ali 84 % povprečja EU27. BDP na zaposlenega je znašal 99 % povprečja EU.
Agencijo za gospodarski razvoj, imenovana Centréco, je leta 1994 ustanovil regionalni svet Centra za spodbujanje pritoka naložb in ustanavljanje novih podjetij francoskih in tujih podjetij v regiji Centre. To zagotavlja poslanstvo gospodarske promocije, mednarodno podporo regionalnim podjetjem in izboljšano promocijo regionalnih agroživilskih proizvodov prek regionalnega podpisa du Centre.

## Zgodovina
Regija je nastala z združitvijo nekdanjih provinc Orléanais, Touraine in Berry ter dela grofije Perche.
Za časa stoletne vojne, leta 1429, se je pri Orléansu odvijala bitka, v kateri je francoska vojska pod poveljstvom Ivane Orleanske porazila Angleže ter jih izgnala iz Francije.

## Gallery
- Château de Chambord
- Blois
- Bourges
- Chartres
- Châteauroux
- Orléans
- Tours